# Tyra Axnér
Tyra Axnér (født 18. marts 2002 i Minden, Tyskland) er en svensk håndboldspiller, der spiller venstre back for Metz Handball.
Hun er datter til den tidligere svenske håndboldspiller og nuværende landsholdstræner Tomas Axnér.

## Klub karriere
Hun startede med at spille håndbold i den svenske klub Lugi HF, hvor hun fik sin seniordebut i sæsonen 2019/20. Efter at have imponeret i den svenske håndboldliga skiftede hun i en alder af 18 år til den danske klub Herning-Ikast Håndbold før sæsonen 2021/22. Efter en enkelt sæson for den midtjyske klub skiftede hun i sæsonen 2022/23 til Nykøbing Falster Håndboldklub. Hun skiftede til den franske klub Metz Handball efter to sæsoner i NFH.

## Landsholdskarriere
Axnér var med til at vinde sølv ved U17 EM i 2019, hvor hun blev kåret til turneringens All-star hold som bedste venstre back. I 2021 deltog hun ved U19 EM, hvor Sverige sluttede på en fjerdeplads. Axnér endte som holdets topscorer og turneringens 6. mest scorende spiller med 43 mål.
Hun debuterede på det svenske A-landshold i april 2022, i en EM-kval kamp mod Tyrkiet, hvor hun scorede 4 mål.